# Beaumont (Gers)
Beaumont es una comuna francesa, situada en el departamento de Gers, en la región de Mediodía-Pirineos. Sus habitantes reciben el nombre, en francés, de beaumontois.
El puente de Artigue se encuentra incluido como parte del lugar Patrimonio de la Humanidad llamado «Caminos de Santiago de Compostela en Francia» (Código 868-049), sobre el Osse, pues forma parte de la Via Podiensis.

## Demografía
| 93              | 144 | 139 | 105 | 114 | 112 | 102 |
| (Fuente: INSEE) |     |     |     |     |     |     |